# Володин, Андрей Сергеевич
Андрей Сергеевич Володин (25 декабря 1919 года, Донецкая губерния — 12 сентября 1990 года) — помощник командира взвода пешей разведки отдельного стрелкового батальона 69-й морской стрелковой бригады, старший сержант — на момент представления к награждению орденом Славы 1-й степени.

## Биография
Родился 25 декабря 1919 года в городе Щербиновке Донецкой губернии. Образование среднее. Работал запальщиком взрывных работ на шахте в родном городе.
В РККА с сентября 1939 года. Призван Дзержинским РВК Сталинской области. Участник Великой Отечественной войны с 10 июля 1941 года. Воевал на Западном, Северо-Западном фронтах. Легко ранен 28 июля 1942 на Западном фронте и тяжело 16 апреля того же года на Карельском фронте.
Член ВКП(б) с сентября 1943 года. 12 октября 1943 легко ранен.
Четвёртое ранение, полученное на Западном фронте, оказалось особенно тяжелым. В бессознательном состоянии отправили Володина в глубокий тыл, в Красноярск. После длительного лечения в начале лета 1944 года ему снова удалось попасть на фронт.
Старший сержант Володин был зачислен в 69-ю бригаду морской пехоты помощником командира взвода пешей разведки. В составе этой части прошел до Победы, сражался на Карельском и 4-м Украинском фронтах.
19 июня 1944 года, перед началом Свирско-Петрозаводской операции, во время разведки боем в районе города Петрозаводска старший сержант Володин возглавил разведывательную группу. Бойцы под его командованием проделали проходы в проволочном заграждении и минном поле и ворвались в траншею противника. Они блокировали дзот, а затем уничтожили его гарнизон. Володин был ранен, но не покинул поле боя, пока не была выполнена задача. Захватив пленного, разведчики благополучно возвратились к своим.
Приказом по войскам 99-го стрелкового корпуса от 20 июля 1944 года старший сержант Володин Андрей Сергеевич награждён орденом Славы 3-й степени.
2 августа 1944 года в районе населенного пункта Хенкесейвара отделение разведчиков под командованием Володина провело разведку боем и, захватив населенный пункт, удерживало его до подхода основных сил батальона. Лично уничтожил 2 пулемета, пленил пехотинца.
Приказом по войскам 32-й армии от 9 сентября 1944 года старший сержант Володин Андрей Сергеевич награждён орденом Славы 2-й степени.
В сентябре 1944 года бригада была переброшена в Заполярье, и через месяц участвовала в Петсамо-Киркенесской операции. Действуя впереди бригады в трудных условиях лесисто-болотистой местности, возглавляемые им разведчики, обходя вражеские опорные пункты, первыми вышли на норвежскую границу. По пути, проложенному ими, прошла вся бригада.
25 октября группа разведчиков под командованием Володина разведала проход в болотистой местности. Затем вместе с 4 бойцами Володин вплавь преодолел реку Потсиоки, занял с ними развилку дорог в районе города Меникко. Разведчики удерживали позиции до подхода стрелковых подразделений. За этот бой был представлен к награждению орденом Славы 1-й степени.
После отдыха и пополнения личного состава в городе Грязовце Вологодской области бригада был переброшена на 4-й Украинский фронт, в январе 1945 года переформирована в горнострелковую.
Приказом по войскам Карельского фронта № 030\н от 30.01.1945 награждён орденом Отечественной войны 2-й степени.
Указом Президиума Верховного Совета СССР от 24 марта 1945 года за образцовое выполнение заданий командования в боях с немецко-вражескими захватчиками помощник командира взвода 2-го отдельного стрелкового батальона 69-й Морской стрелковой Краснознаменной бригады гвардии старший сержант Володин Андрей Сергеевич награждён орденом Славы 1-й степени. Стал полным кавалером ордена Славы.
В составе своей бригады старшина Володин принимал участие в Моравско-Остравской наступательной операции, в боях за Моравскую Остраву. Закончил войну участием в Пражской операции.
Приказом №: 94 от: 26.05.1945 по 69 огсбр награждён орденом Красной Звезды за предотвращение подрыва моста, смелость в бою, уничтожение 1 автомашины, её шофера и двух офицеров.

## После войны
После войны продолжал службу в армии. С 1948 года — старшина Володин в запасе.
Жил в Челябинской области. Работал в милиции на Южно-Уральской железной дороге. Прошёл путь от участкового до начальника линейного пункта милиции на станции Чебаркуль. За годы службы по охране общественного порядка майор милиции А. С. Володин награждён медалями «За боевые заслуги» и «За безупречную службу» I и II степеней.
В 1985 году награждён орденом Отечественной войны 1-й степени.
Скончался 12 сентября 1990 года.

## Награды
Награждён орденами Отечественной войны I степени, Красной Звезды, Славы трёх степеней, медалями.